# Stereogram
Stereogrammer er billeder der ved at snyde øjnene med periodiske gentagelser fremstår som tredimensionelle for en beskuer der har lært teknikken til at se motivet. Til gengæld vil billedet for en ikke-trænet ofte være umuligt at se.
Stereogram-effekten kan nås på meget simple måder; det drejer sig om at et motiv skal gentage sig selv således at gentagelserne overlapper hinanden når beskueren bevidst fejlfokuserer på billedet. Som eksempel kan gives fire linjer, der med den korrekte fokusering vil fremstå i forskellige niveauer:
1. yuiop yuiop yuiop yuiop yuiop yuiop yuiop yuiop yuiop yuiop yuiop yuiop yuiop yuiop
2. sdfghjklsdfghjklsdfghjklsdfghjklsdfghjklsdfghjklsdfghjklsdfghjklsdfghjklsdfghjkl
3. ertertertertertertertertertertertertertertertertertertertertertertertertertertertert
4. vbghyuvbghyuvbghyuvbghyuvbghyuvbghyuvbghyuvbghyuvbghyuvbghyuvbghyuvbghyuvbghyuvbghyu

Dette skyldes at der er forskelligt antal tegn (og i forskellig tegnbredde) i linjerne før sekvensen gentager sig. Hvis sekvensen ses i editor-siden (fanen "redigér") bør det kun være linje 2 der er i et andet plan, idet alle tegnene i editoren er lige brede og linje 1, 3 og 4 deles i sekvenser af 6 tegn (linje 3 er 2*3=6).